# Esslinger Mittelaltermarkt & Weihnachtsmarkt

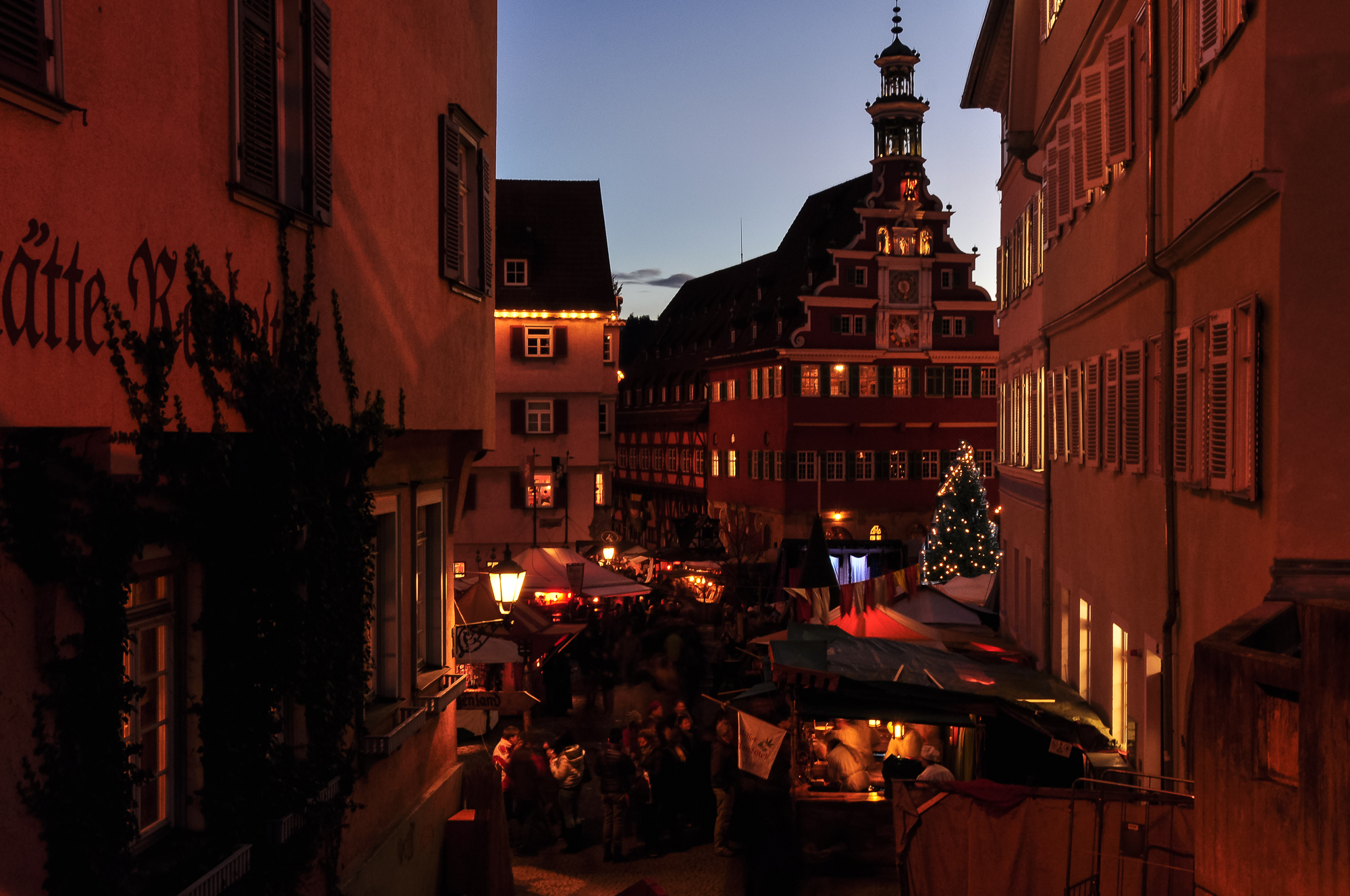
Der Esslinger Mittelaltermarkt & Weihnachtsmarkt

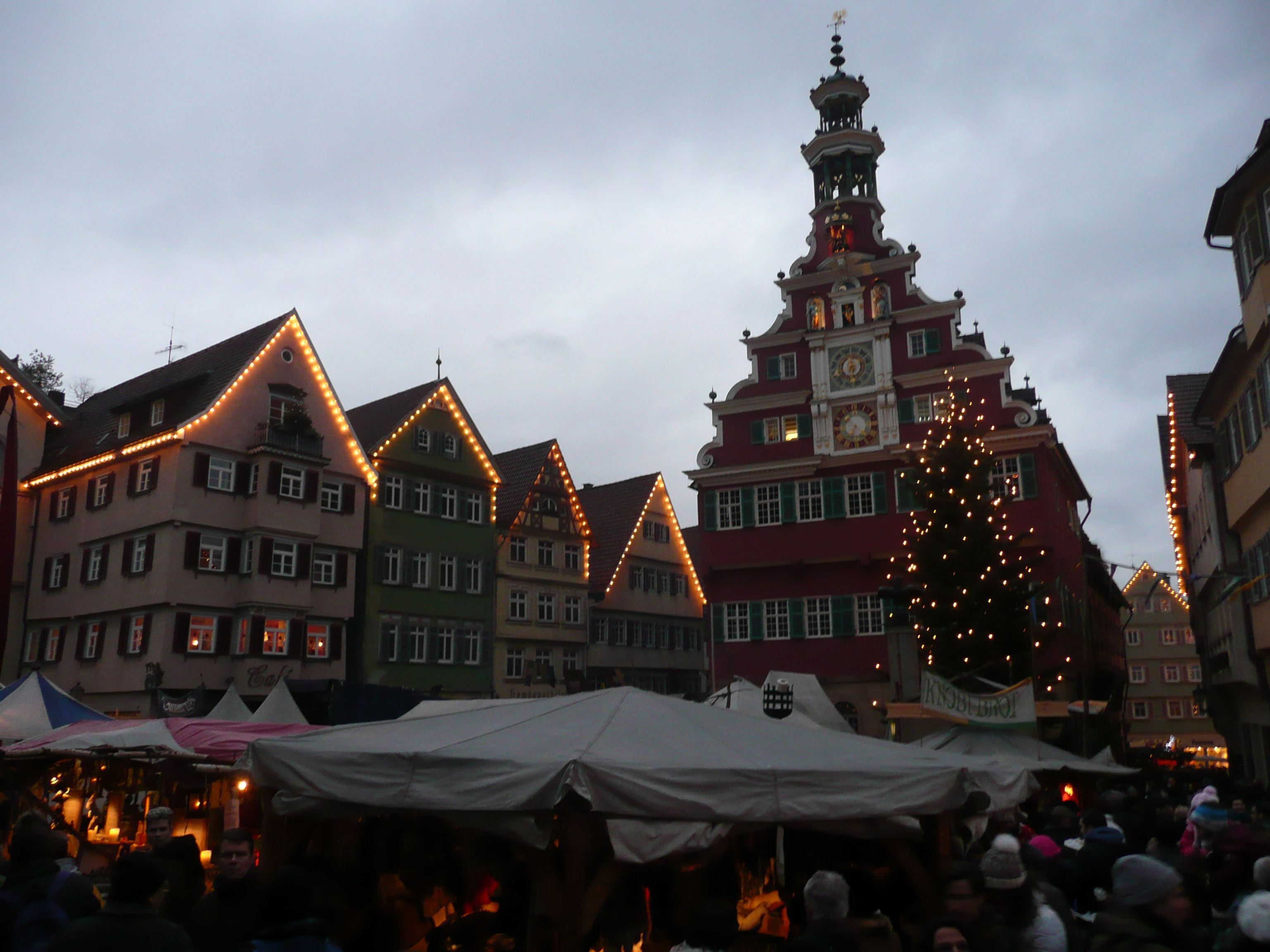
Der Esslinger Mittelaltermarkt & Weihnachtsmarkt 2010

Der Esslinger Mittelaltermarkt und Weihnachtsmarkt ist ein Weihnachtsmarkt in Esslingen, bestehend aus einem konventionellen und einem mittelalterlichen Weihnachtsmarkt (letzterer seit 1998), die beide ineinander übergehen.

## Markt und Ort
Der Markt findet jährlich in der Neckarstadt Esslingen rund um den Rathausplatz und den Hafenmarkt statt. Jedes Jahr am Dienstag vor dem ersten Advent beginnt das Kulturprogramm. Es gibt Unterhaltungseinlagen von Feuerschluckern, Musikanten oder Märchenerzählern, Gauklern, Stelzenkünstlern oder Händlern. Über 200 Stände mit insgesamt 500 Programmpunkten werden den Besuchern geboten. Vor der Kulisse Esslingens gehören zu den jährlichen Höhepunkten ein mittelalterliches Konzert im Münster St. Paul, der Fackelumzug zur Burg sowie Mitmach-Workshops. Alte Handwerkskunst demonstrieren auf dem Markt Zinngießer, Filzer, Schmiede, Seiler, Korbflechter, Besenbinder, Glasbläser und andere Handwerker.

## Größe
Der Markt gilt als der größte seiner Art in Süddeutschland, jährlich hat er geschätzt rund eine Million Besucher. Er wird häufig zu den Top 10 der attraktivsten Weihnachtsmärkte Deutschlands gezählt.

## Auszeichnungen
Die Stadt Esslingen wurde mit ihrem Markt 2018 zur schönsten deutschen Weihnachtsstadt gekürt.